# Mulock-Gletscher
Der Mulock-Gletscher ist ein großer Gletscher in der antarktischen Ross Dependency. Er fließt vom südlichen Abschnitt der Worcester Range in ostsüdöstlicher Richtung zur Hillary-Küste, wo er über das Mulock Inlet in den nordwestlichen Teil des Ross-Schelfeises mündet. 
Benannt wurde der Mulock-Gletscher in Verbindung mit dem Inlet durch das New Zealand Antarctic Place-Names Committee nach dem britischen Polarforscher George Mulock (1882–1963), Teilnehmer an der britischen Discovery-Expedition (1901–1904).